# Federico Gutiérrez-Larraya
Federico Gutiérrez-Larraya Planas (Madrid, 1919-2004), de nom artístic Federico G. Larraya va ser un director de fotografia espanyol. Havia treballat en pel·lícules i a Televisió Espanyola, i el 1996 va obtenir el Goya d'Honor.

## Carrera
El seu pare, Tomas Gutiérrez Larraya (ja que el cognom Gutiérrez-Larraya va ser creat pel mateix Preses, quan li anaven a atorgar el títol de Grandesa d'Espanya i de Comte de Larraya) era pintor i escriptor, i va escriure diversos manuals de pintura, com també va dirigir algunes revistes d'àmbit nacional. Federico i el seu germà Aurelio, des de petits, ja es van veure dins del món dels mitjans.
Al costat del seu germà, Aurelio G. Larraya, es tracta d'un dels més importants directors de fotografia del cinema espanyol, havent participat en pel·lícules com Don Erre que Erre de José Luis Sáenz de Heredia, o La cabina, d'Antonio Mercero. També participà en importants programes televisius de TVE com Historias para no dormir. El seu germà Aurelio va reb allar principalment en televisió.
El 1996 se li va concedir el Premi Goya d'Honor per la seva trajectòria.

## Pel·lícules destacades
Les dues pel·lícules més remarcables són  Don Erre que Erre, de José Luis Sáenz de Heredia, ambn Paco Martínez Soria, i La Decente, amb Concha Velasco i Alfredo Landa com a protagonistes, així com el curt d'Antonio Mercero La cabina.. També ha col·laborat com a director de fotografia a Los ladrones somos gente honrada (1956), Miss Cuplé (1959) i Fin de Semana de Pedro Lazaga, Des de Rússia amb amor (1963) de Terence Young i Per un grapat de dòlars de Sergio Leone.